# Biserica „Acoperământul Maicii Domnului” din Bogdanovca Nouă
Biserica „Acoperământul Maicii Domnului” este o biserică amplasată în Bogdanovca Nouă, raionul Cimișlia, Republica Moldova. Este un monument arhitectural de importanță națională inclus în Registrul monumentelor Republicii Moldova ocrotite de stat cu nr. 199 (raionul Cimișlia). Datează din 1915.